# Léon Pousthomis
Léon Césaire Auguste Pousthomis est un dessinateur, lithographe et caricaturiste français, né à Paris (1er arrondissement) le 21 décembre 1881 et mort au combat le 28 mars 1916.
Il a principalement travaillé pour l'édition musicale sur pierre lithographique (petits et grands formats), la publicité, la carte postale et la presse satirique.

## Biographie
Pour l'édition musicale, Pousthomis a dessiné dans des styles fort différents : frises, paysages pointillistes romantiques ou dramatiques, scènes militaires de comique-troupier pour Dranem, Bach, caricature de chanteurs (Ouvrard, Bérard, Fragson, Montel, Mayol…), portraits de femmes, et scènes animées réalistes.
Sergent au 69e régiment d'infanterie pendant la Grande Guerre, il est tué lors de la bataille de Verdun dans la forêt de Hesse près d'Avocourt  (Meuse) le 28 mars 1916,  à l'âge de 35 ans.
Ses cendres se trouvent au colombarium du cimetière du Père-Lachaise (case n°3900).

## Galerie d'images
Il n'existe aucun catalogue des œuvres de Pousthomis ; une estimation conditionnelle à « plus de 1500 » œuvres est donnée par Paul Dubé .

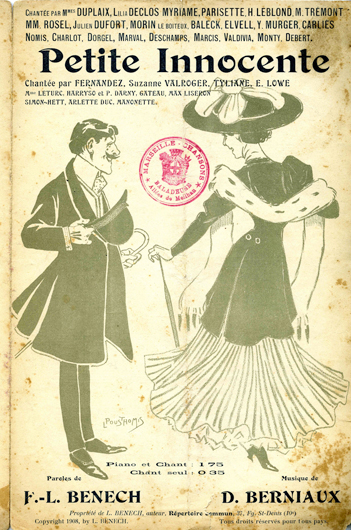
Petite Innocente (1908)
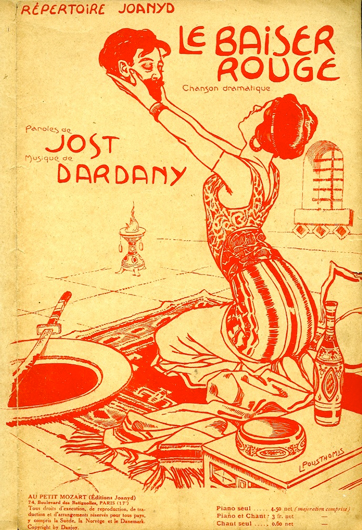
Le baiser rouge (cir. 1911)
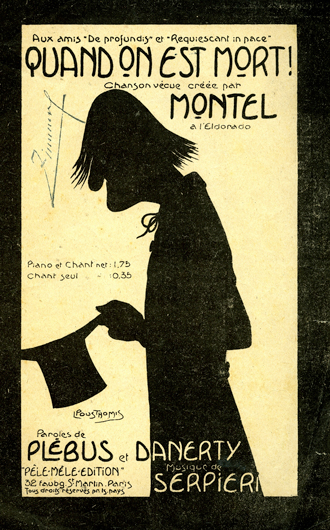
Montel : Quand on est mort (1912)
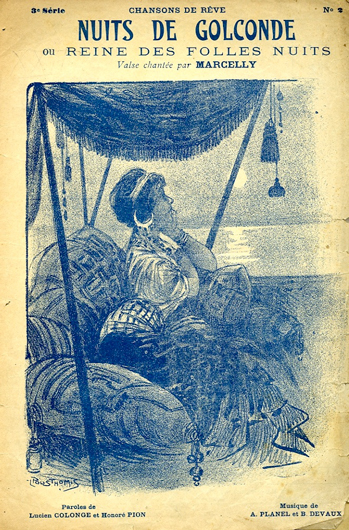
Nuits De Golconde (1990)
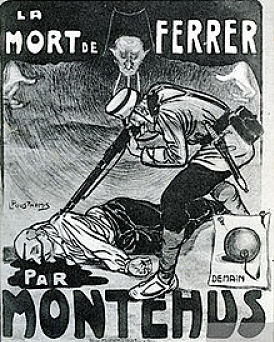
Mort de Ferrer par Montéhus

## Distinctions
- Croix de guerre
- Médaille militaire

## Sources historiques
- Acte du ministère des Armées, 21 décembre 1881 sur SGA/Mémoires des hommes
- La Grimace, revue satirique, politique et littéraire), no 1, 10 décembre 1919. Consultable sur Gallica